# 阿爾卡夫斯凱
50°58′0″N 34°28′24″E / 50.96667°N 34.47333°E
阿爾卡夫斯凱（烏克蘭語：Аркавське）是位於烏克蘭東北部的村莊，由蘇梅州蘇梅區的米科拉伊夫卡镇级市镇負責管轄。該村距離佐里亞內和布托夫希納2公里，海拔高度168米，2001年人口58。